# هيرمان هوغو
هيرمان هوغو هو كاهن كاثوليكي وكاتب بلجيكي، ولد في 9 مايو 1588 في بروكسل في بلجيكا، وتوفي في 11 سبتمبر 1629 في راينبرغ في ألمانيا بسبب طاعون.